# Nuovi Dei
I Nuovi Dei (New Gods) sono un gruppo di personaggi immaginari appartenente all'universo fumettistico della DC Comics, creato da Jack Kirby ed esordito nel 1971 nella serie a fumetti omonima, New Gods (vol. 1) che, insieme alle serie Forever People e Mister Miracle, fa parte della saga del Quarto Mondo (Fourth World), scritta e disegnata da Jack Kirby e pubblicata negli Stati Uniti d'America dalla DC Comics tra il 1970 e il 1973.

## Storia editoriale
La prima serie dedicata ai personaggi, New Gods (vol. 1), venne edita dal 1971 al 1972 come parte integrante della saga del Quarto Mondo, interamente scritta e disegnata da Kirby. Successivamente la serie venne continuata da altri autori. Negli anni ottanta e novanta ci furono due altre serie dedicate ai personaggi, nel 1989 e nel 1995. Numerose sono inoltre le apparizioni dei Nuovi Dei nelle serie regolari DC, e le loro partecipazioni a crossover.
I personaggi vennero ripresi per una nuova miniserie di otto numeri nel 2007, Death of the New Gods, scritta e disegnata da Jim Starlin.

### Pubblicazioni seriali
- New Gods (vol. 1[1]), 11 albi, 1971-1972;[5]
- New Gods (vol. 2)/Return of the New Gods, 8 albi, 1977-1978;[6][11]
- New Gods (vol. 3), 28 albi, 1989-1991;[7]
- New Gods (vol. 4), 15 albi, 1995-1997.[8]

### Pubblicazioni in volume
Le storie dei Nuovi Dei sono state successivamente ristampate in volume:
- New Gods (vol. 1) è stata raccolta nel volume Jack Kirby's New Gods (ISBN 1563893851)[12];
- nel gennaio 2008 è stato pubblicato il volume Tales of the New Gods (ISBN 978-1401216375), che raccoglie le storie apparse nella serie omonima, lo speciale Mr. Miracle del 1987 di Mark Evanier e Steve Rude, e una storia inedita di Mark Millar e Steve Ditko[13];
- Death of the New Gods è stata ristampata in un volume cartonato (ISBN 1401218393)[14].

### Edizione italiana
In Italia la serie è stata pubblicata dapprima tra il 1977 e il 1978 dall'Editoriale Corno su Kamandi numm. 16-26; successivamente in un volume unico edito dalla Play Press, mentre La morte dei Nuovi Dei è stata pubblicata in un volume dalla Planeta DeAgostini.

## Trama
I Nuovi Dei sono nativi dei pianeti gemelli Nuova Genesi e Apokolips. Nuova Genesi è un pianeta idilliaco pieno di foreste incontaminate, fiumi e montagne, ed è governato dal benevolo Altopadre, mentre Apokolips è una distopia infernale piena di macchinari e pozzi infuocati, governata dal tiranno Darkseid. I due pianeti erano un tempo parte dello stesso mondo, un pianeta chiamato "Urgrund", che si separò millenni fa dopo la morte dei Vecchi Dei durante il Ragnarǫk.

## Personaggi

### Abitanti di Nuova Genesi
- Altopadre (Highfather)
- Avia
- Bekka
- Big Barda
- Fastbak
- Foraggiere (Forager)
- Forever People
  - Bella Sognatrice (Beautiful Dreamer)
  - Grande Orso (Big Bear)
  - Mark Moonrider
  - Serifan
  - Vykin il Nero (Vykin)
- Himon
- Il Primo (Prime One)
- Lonar
- Metron
- Mister Miracle
- Orion
- Raggio di Luce (Lightray)
- Regina-Vedova (All-Widow)
- Takion
- Uomo Infinito (Infinity Man)

### Abitanti di Apokolips
- Amazing Grace
- Darkseid
- Desaad
- Devilance
- Dottor Bedlam (Doctor Bedlam)
- Furie (Female Furies)
  - Bernadeth
  - Ghigliottina (Gilotina)
  - Mad Harriet
  - Lashina
  - Stompa
- Giustificatori
- Glorioso Godfrey (Glorious Godfrey)
- Granny Goodness
- Grayven
- Heggra
- Hoogin
- Hydrik
- Kalibak
- Kanto
- Klepp
- Mantis
- Mokkari
- Parademoni (Parademons)
- Rip Roar
- Sei degli Abissi (Deep Six)
  - Gole
  - Jaffar
  - Pyron (Kurin)
  - Shaligo
  - Slig
  - Trok
- Sleez
- Steppenwolf
- Tigra
- Virman Vundabar
- Willik

### Altri
- Aurakles
- Black Racer
- Twilight

## Altri media
Negli anni ottanta Darkseid, Kalibak, Desaad e il pianeta Apokolips sono apparsi nelle due serie conclusive dei Superamici (Super Friends: The Legendary Super Powers Show e The Super Powers Team: Galactic Guardians). Nuova Genesi e i suoi abitanti non sono neanche citati.
Vari personaggi dei Nuovi Dei compaiono nel moderno DC animated universe, a partire dalla serie Le avventure di Superman per arrivare a Justice League e Justice League Unlimited.

## Premi
Grazie alla serie dei Nuovi Dei, con Forever People, Mister Miracle e Superman's Pal Jimmy Olsen, Jack Kirby vinse lo Shazam Award per "Special Achievement by an Individual" nel 1971.
Nel 1998 la ristampa Jack Kirby's New Gods vinse sia l'Harvey Award per "Best Domestic Reprint Project" che l'Eisner Award per "Best Archival Collection/Project".